# Muhàmmad an-Nàssir
Muhàmmad an-Nàssir (m. 1213), de nom complet Abu-Abd-Al·lah Muhàmmad an-Nàssir li-din-Al·lah ibn Yaqub al-Mansur ibn Abd-al-Mumin (àrab: محمد الناصر لدين الله بن يعقوب المنصور, Muḥammad an-Nāṣir li-dīn Allāh ibn Yaʿqūb al-Manṣūr), fou el quart califa dels almohades. Va succeir el seu pare Abu-Yússuf Yaqub al-Mansur quan va morir el 25 de gener de 1199.
Jove tímid i solitari, heretà del seu pare un imperi que mostrava senyals d'inestabilitat. Gràcies a les victòries obtingudes per Abu-Yússuf Yaqub al-Mansur sobre els regnes cristians de la península Ibèrica, amb fites tan importants com la victòria a la batalla d'Alarcos, obtingué un període de tranquil·litat en aquest front, però es va enfrontar només començar el regnat a la revolta d'un agitador al país dels gomeres (ghumara) que va reprimir.
A Ifriqiyya An-Nasir va fer una llarga estada a Fes on va fer reconstruir la kasaba i estant allí s'enfrontà als mallorquins Banu Ghaniya, defensors dels almoràvits, que van operar als territoris nord-africans que hui en dia corresponen a la costa occidental de Líbia, a la costa de Tunísia i a la costa oriental d'Algèria. Les tropes almohades de Muhammad an-Nasir van conquerir Mahdia el 9 de gener de 1206, i més tard acabaren per derrotar-los; el califa va retornar a Fes el 1207 i va nomenar al xeic Abu Muhammad Abd al-Wahid ben Abi Hafs Umar al-Hintati com a governador o valí de la regió oriental. El llinatge del valí donà naixement a la dinastia Hafsida que succeí als almohades al nord de l'Àfrica fins al 1574. El mateix any va enviar a Mallorca (que era dels Banu Ghaniya) una flota que va conquerir l'illa, la qual restara en mans musulmanes fins al 1230.
Però una nova amenaça provinent dels regnes cristians amenaçava l'Àndalus degut a la croada proclamada pel Papa Innocenci III. La coalició cristiana fou liderada per Alfons VIII de Castella i comptà amb la participació de Sanç VII de Navarra, Pere II d'Aragó i del Regne de Portugal, a més dels ordes militars de Santiago, Calatrava, Temple i Hospital, incloent-hi també alguns cavallers d'Europa. An-Nasir va decidir anar a l'Àndalus el 1211.
El 16 de juliol del 1212 les tropes cristianes aconseguiren una gran victòria sobre l'exèrcit sarraí a la batalla de Las Navas de Tolosa o Hisn al-Ikab. Després de la seva derrota, Muhammad an-Nasir retornà a Rabat, abdicà en favor del seu fill Yússuf al-Mústansir i poc després morí (25 de desembre de 1213) a Rabat o a Marràqueix, es diu que en circumstàncies estranyes, probablement emmetzinat en una conspiració dels seus visirs.

## Visirs
Els visirs nomenats per Muhammad An-Nasir foren:
- Abu Zayd ben Yujan (1198-1199) (أبو زيد بن يوجان Abū Zayd ben yūjān).
- Abu Muhammad ben ach-Chaykh Abi Hafs (1199-1205) (أبو محمد بن الشيخ أبي حفص Abū Muḥammad ben Aš-Šayḫ Abī Hafs), fundador de la dinastia hafsida.
- Abu Sa`id ben Jam`i (1205-1214) (أبو سعيد بن جامع Abū Sa`īd ben Jām`i)